# سالبيات
السالبيات أو الهلاميات البرميلية (باللاتينية: Salpida) هي رتبة من الغلاليات (بَخّأخ البَحْر) التي تتغذى على الهائمات البحرية. وهي تنتمى إلى شعبة الحبليات، وتمتلك جميع صفاتها، ولكنها لا تمتلك عموداً فقرياً. وهي بذلك ترتبط ارتباطا وثيقا بالفقاريات أكثر من قناديل البحر.
جسم السالب شفاف وشكله يشبه البرميل، و تتواجد إما منفردة أو في مستعمرة على هيئة سلاسل. وتتحرك في الماء عن طريق الانقباض، و بذلك تقوم بضخ الماء خلال جسمها الهلامى، لكى تحصل على الهائمات النباتية التي تتغذى عليها بعد ترشيحها من الماء.
والمثير للاهتمام أن مجموعة الهلاميات البرميلية رغم بساطتها إلا أنها معقدة حيث أنها تتحرك وتتغذى في نفس الوقت. و للهلاميات البرميلية أهمية كبيرة حيث أنها تعمل على تغيير دورة الكربون في المحيطات، و تلعب دورا مهما في تغيير المناخ.

## وصلات خارجية
- Plankton Chronicles Short documentary films & photos
- Pelagic tunicates (including salps) overview
- Scientific expedition to study salps near Antarctica - many details, with interviews, photos, videos, graphs
- Sludge of slimy organisms coats beaches of New England Boston Globe October 9, 2006
- The salps on earthlife.net
- The role of salps in the study of origin of the vertebrate brain
- Jellyfish-like Creatures May Play Major Role In Fate Of Carbon Dioxide In The Ocean, ScienceDaily.com, July 2, 2006
- "Ocean 'Gummy Bears' Fight Global Warming", LiveScience.com, July 20, 2006
- How salps might help counteract global warming BBC News, September 26, 2007
- Jelly blobs may hold key to climate change ABC Radio, The World Today - Monday, 17 November 2008
- Salp Fact Sheet